# Hede en Munkängen
Hede en Munkängen (Zweeds: Hede och Munkängen) is een småort in de gemeente Lilla Edet in het landschap Västergötland en de provincie Västra Götalands län in Zweden. Het småort heeft 63 inwoners (2005) en een oppervlakte van 10 hectare. Eigenlijk bestaat het småort uit twee verschillende plaatsen: Hede en Munkängen. Het småort wordt omringd door zowel landbouwgrond als bos. De plaats Lilla Edet ligt zo'n tien kilometer ten noorden van Hede en Munkängen.